# Hillsboro (Oregon)
Hillsboro è una città degli Stati Uniti d'America, nella Contea di Washington, nello Stato dell'Oregon.
La popolazione era di 108.389 abitanti nel censimento del 2018.

## Infrastrutture e trasporti
La città è servita dalla linea blu della rete metrotranviaria MAX.